# Голованов Станіслав Владиславович
Станіслав Владиславович Голованов (рос. Станислав Владиславович Голованов; 15 вересня 1983, м. Уфа, СРСР) — російський хокеїст, правий нападник. Виступає за «Рубін» (Тюмень) у Вищій хокейній лізі. Кандидат у майстри спорту.
Вихованець хокейної школи «Салават Юлаєв» (Уфа). Виступав за «Торос» (Нефтекамськ), «Нафтовик» (Альметьєвськ), «Хімік» (Воскресенськ), ХК МВД, «Динамо-Енергія» (Єкатеринбург).

## Досягнення
- Чемпіон ВХЛ (2012).